# Careproctus discoveryae
Careproctus discoveryae is een straalvinnige vissensoort uit de familie van snotolven (Cyclopteridae). De wetenschappelijke naam van de soort is voor het eerst geldig gepubliceerd in 2007 door Duhamel & King.